# Bikini Machine
Bikini Machine est un groupe de rock français, originaire de Rennes, en Ille-et-Vilaine.

## Biographie
Le groupe est formé en 2001 à Rennes, en Ille-et-Vilaine. La même année, alors que le groupe n'a presque aucun concert à son actif et que le projet est encore en développement, il est programmé aux Transmusicales. Les réactions suscitées les confortent dans l’idée de persévérer. Effectivement, c’est à la suite de cette prestation que l’équipe des Transmusicales, décelant le potentiel du groupe, décide de leur donner un coup de pouce. En découlera entre autres, une série de concerts à la Réunion dans le cadre d’un échange culturel entre l’île et le festival et une nouvelle programmation pour l’édition 2002.
En 2003, les Transmusicales leur portant décidément chance, ils sont programmés pour l'édition 2003 des Vieilles Charrues à Carhaix, alors qu’il n’est même pas encore question d’un album. C’est donc sans disque à défendre qu’ils se produiront au festival. Le groupe ayant été approché par le label Platinum Records à la fin du premier semestre 2003, le premier disque An introduction to Bikini Machine enregistré  et mixé par leurs soins sortira en septembre 2003. N’ayant jamais raté l’occasion d’asseoir leur réputation de groupe de scène, il décroche pas moins d’une soixantaine de dates en France et à ailleurs (Suisse, Belgique, Allemagne, Ukraine) à la suite de la sortie de l’album. Ce même album sort au Japon, en Ukraine et en Espagne.
Entre 2004 et 2005, en raison de problèmes de santé de l’un de leurs membres, le groupe se retrouve contraint à un repos forcé entre fin 2004 et début 2005. Loin d’être inactifs, les autres membres enregistrent huit titres hommage à Jacques Dutronc. Ils reprennent la scène en juin 2005 lors de l’édition des Transmusicales de Pékin, en Chine, et sortent le mini album Bikini Machine joue Dutronc en novembre 2005.
En 2006, ils passent dans les mains de Ian Caple  (Tricky, Tindersticks, Bashung) pour l’album Daily Music Cooking avec trois morceaux en français, ils combinent l’énergie sixties soul garage à l’esprit yé-yé de Dutronc. Suivent une soixantaine de dates et des festivals comme les Eurockéennes, les Francofolies, deux tournées en Allemagne pour soutenir la sortie de leur disque sur le label Lounge (qui réussira à les placer sur une publicité BMW) et deux tournées aussi en Russie avec une sortie locale chez Soyuz. En 2009, l'album The Full Album sort à l'automne 2009, les membres de Bikini Machine ont décidé de travailler avec différents producteurs notamment Jon Spencer selon les morceaux qui oscillent entre rock des années 1960, pop yéyé et electro.
En 2011, à l'occasion du Festival Travelling Mexico de Rennes, le groupe crée un ciné-concert sur le film Desperado de Robert Rodriguez. En 2013, ils s'allient avec Didier Wampas pour la sortie de l'album Comme dans un garage. En 2014, ils sortent l'album Bang on Time,.

## Membres

### Membres actuels
- Fred Gransard — chant, batterie, claviers. Il a collaboré par ailleurs à Novela et A Cake a Room
- Patrick Sourimant — basse, chant, batterie. Il collabore par ailleurs à Mobiil avec Olivier Mellano
- Mik Prima — guitare, claviers, batterie.
- Franck Hamel — guitare, chant, basse.
- Sam Michel — platines, machines, claviers (cofondateur du label electro Peace Off sous le nom de Slaaam, il est également DJ et donne de nombreux lives)

### Galerie

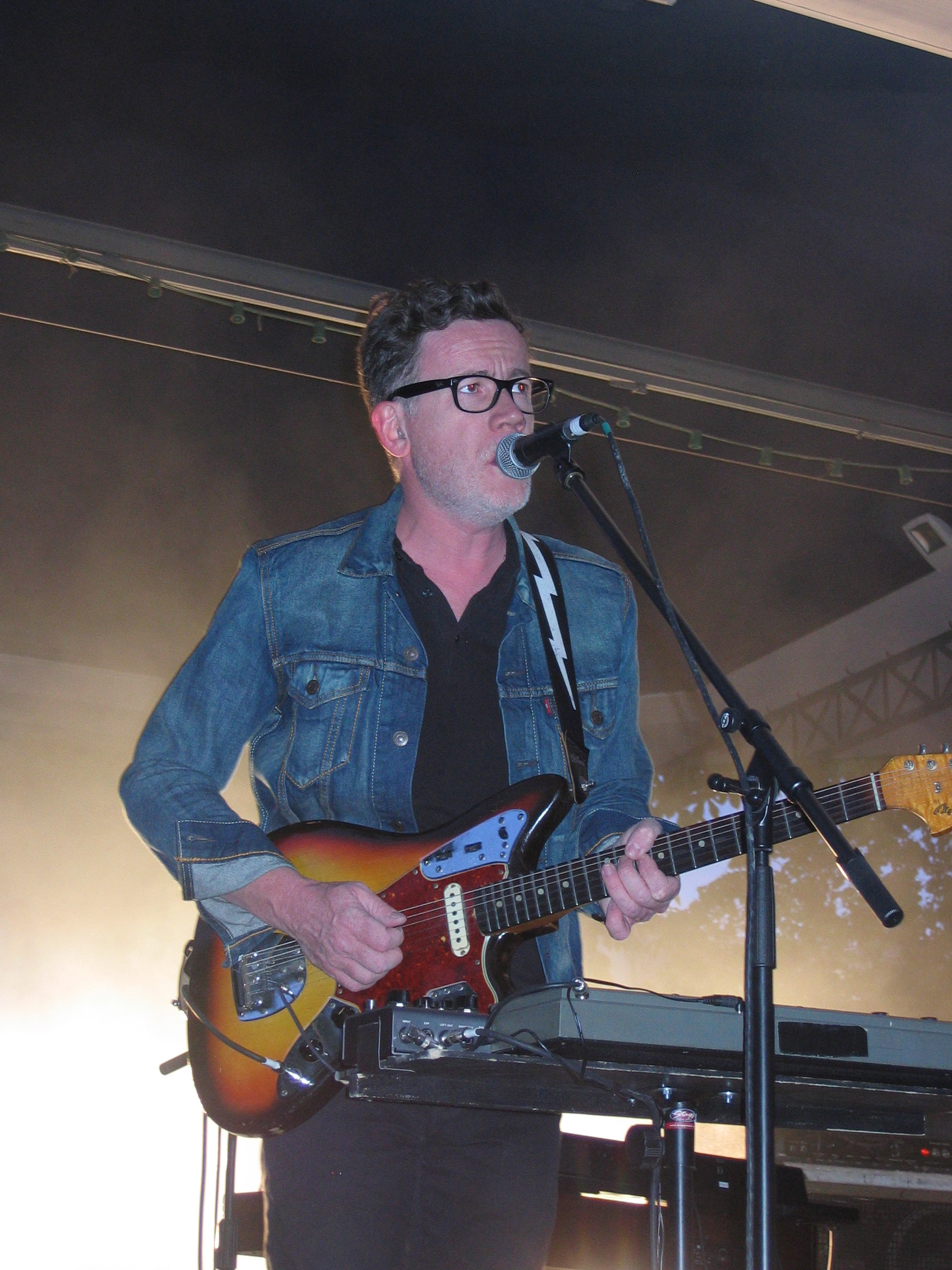
Mik Prima.
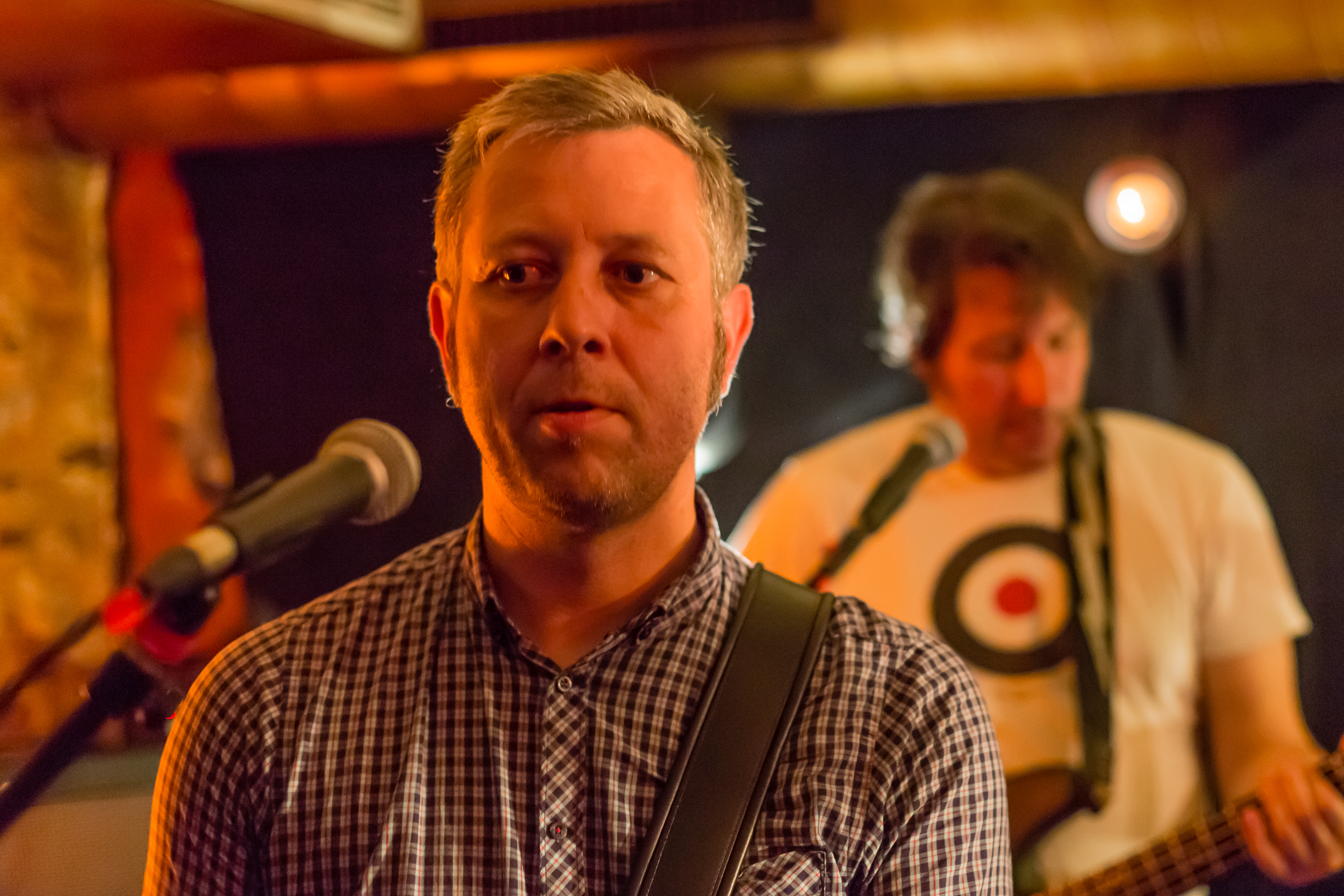
Franck Hamel et Patrick Sourimant.
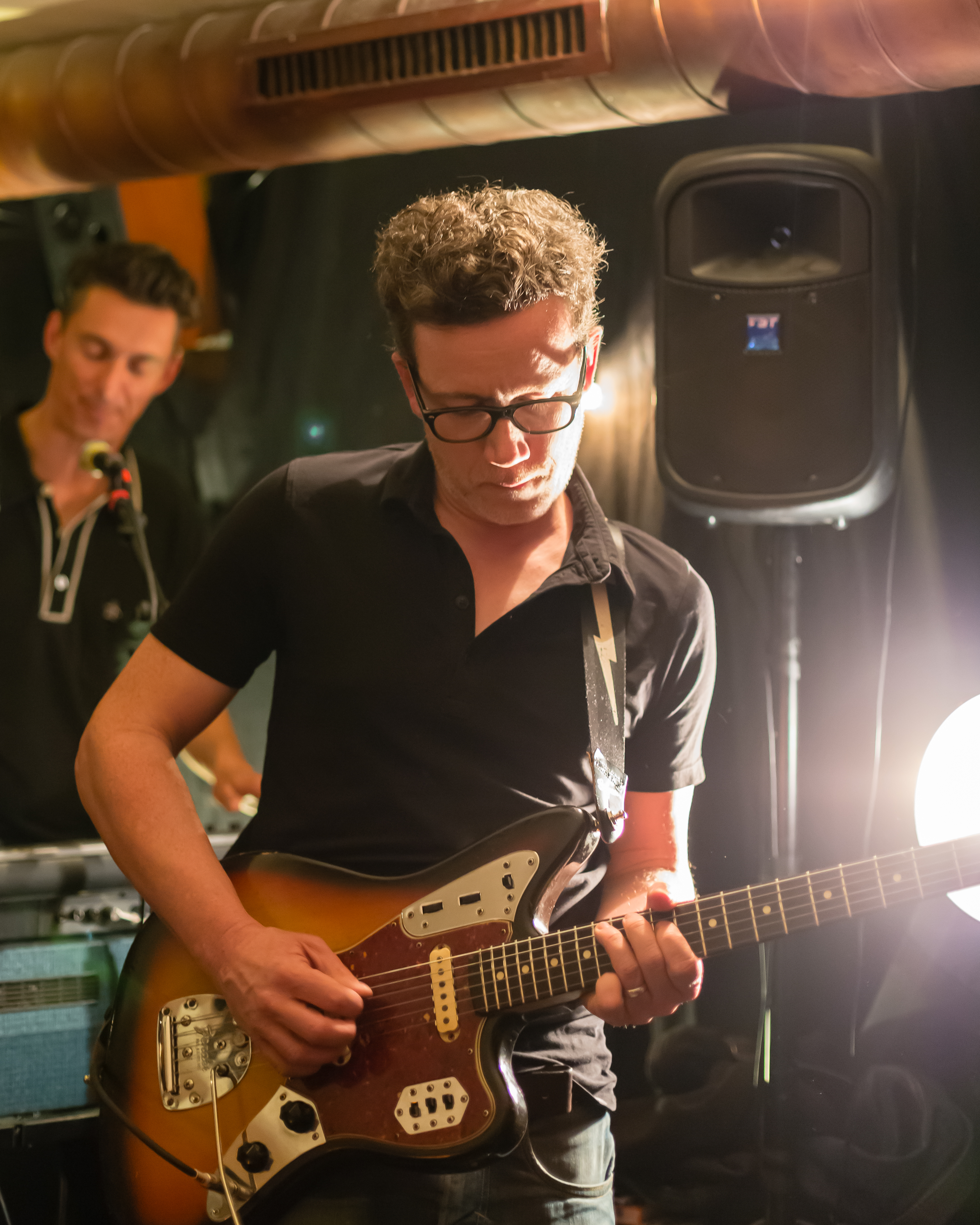
Mik Prima et Sam Michel.
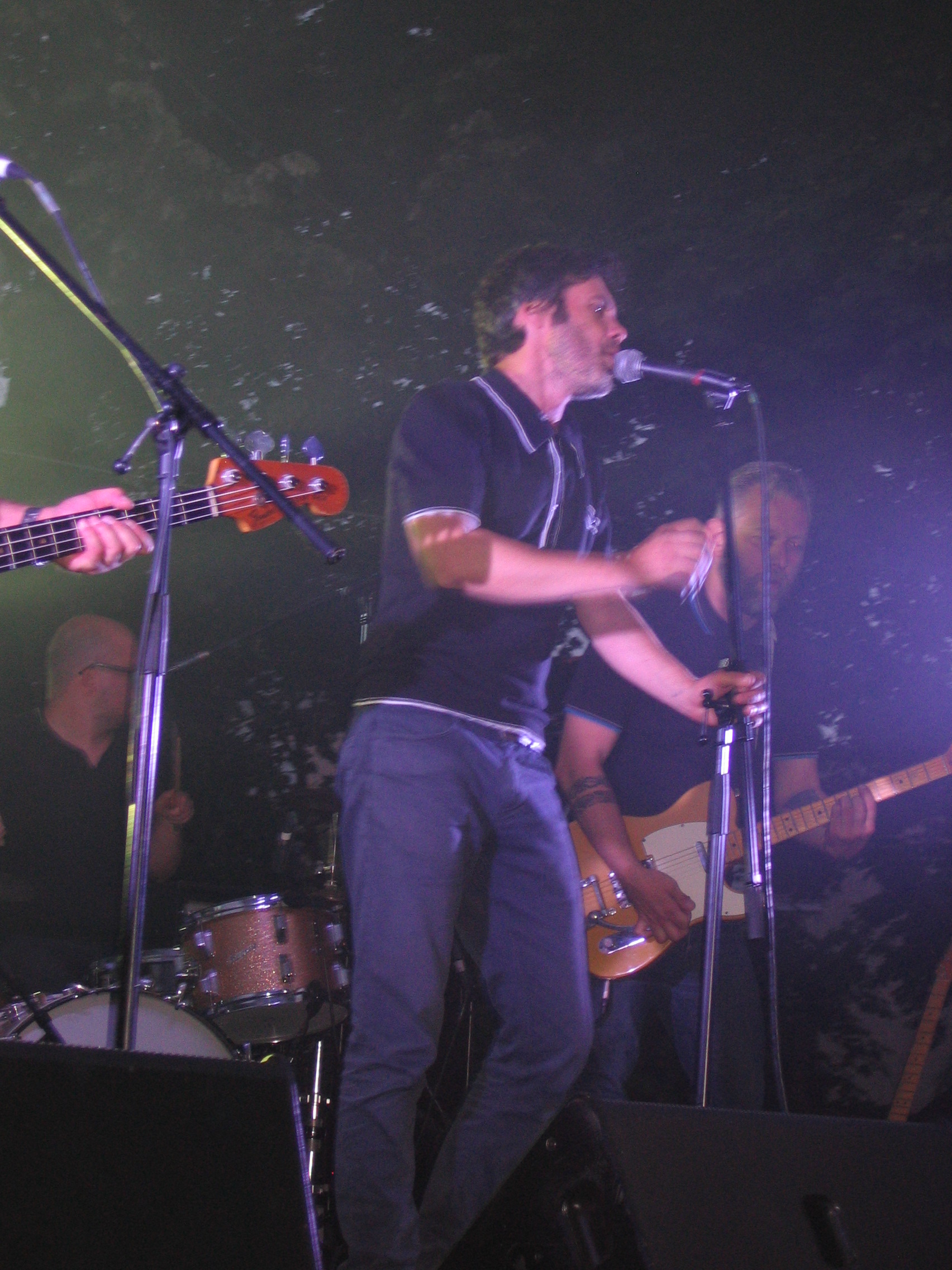
Patrick Sourimant, Fred Gransart et Franck Hamel.

## Projets parallèles
- Patrick Sourimant et Franck Hamel collaborent à Sonic Machine le nouveau projet de Dominic Sonic.
- Fred Gransard, Franck Hamel, Samuel Michel et Patrick Sourimant collaborent à Magic Surfers.
- Fred Gransard, Patrick Sourimant et Mik Prima sont membres fondateurs des Skippies (1990-1998)[7].
- Fred Gransard est membre des Spadassins et a réalisé des arrangements pour Patrick Chevalier.
- Franck Hamel et Sam Michel sont membres fondateurs de Terminal Buzz Bomb (1992-1998).
- Samuel Michel est membre fondateur du label de musique électronique Peace Off (Rotator, Slaaam, Venetian Snares, Cardopusher, Kid 606,Electric Kettle, Krumble...).